# Redrum (NLE Choppa)
Redrum è il secondo singolo del rapper statunitense NLE Choppa, pubblicato il 12 settembre 2018 su etichetta NLE Choppa Entertainment.

## Tracce
1. Redrum – 3:00